# Secretaria en apuros
Secretaria en apuros es una serie de televisión alemana de tipo cómica que se centra en el personaje de Katja Neumann a la que toca trabajar en una peculiar oficina con una serie de personajes diversos, y cuya prioridad ante todo será sobrevivir a la jornada laboral. En su país de origen se pudo ver en el canal RTL, y en España se estrena el 7 de febrero de 2014 en el canal Cosmopolitan TV.

## Sinopsis
Las cosas no parecen irle demasiado bien a Katja Neumann (Ellenie Salvo González). A punto de tirar la toalla, tras buscar trabajo infructuosamente, una amiga le llama contándole que se acaba de quedar un puesto libre en su empresa.
La serie muestra las situaciones cómicas que suceden diariamente en las oficinas. Katja es una chica de buen carácter, simpática, natural y un poco torpe, y únicamente quiere encontrar un trabajo tranquilo que se adapte a su personalidad. Sin embargo, el destino la catapulta directamente a ser secretaria ejecutiva de una gran empresa que parece regir su día a día fiel al lema "Teniendo compañeros de trabajo como estos ¿quién necesita enemigos?".
Katja comprende rápidamente que la vida de oficina no es un juego de niños. Debe lidiar con la complejidad de la vida profesional y con la privada de su furioso jefe Wolfberger (Jochen Horst) y al mismo tiempo mantenerse al margen de las trifulcas entre sus compañeros de trabajo. Entre ellos, está la explosiva Nicole (Susan Hoecke), la insegura Melanie (Nina Vorbrodt) que vive enamorada de su jefe, o el mujeriego y atractivo Markus Schoener (Thorsten Feller).